# Roeicentrum Berlagebrug
Roeicentrum Berlagebrug is een Nederlands roeicentrum, gevestigd in de Berlagebrug te Amsterdam gelegen aan de Weesperzijde.
Al bij de bouw van de Berlagebrug in de dertiger jaren van de twintigste eeuw heeft de gemeente Amsterdam roeiloodsen laten aanleggen onder het wegdek van de Weesperzijde. Deze moesten dienen als accommodatie voor een gemeentelijk roeicentrum. Het roeicentrum, dat sinds 1934 bestaat, had als voornaamste doel mensen te laten bewegen en op een laagdrempelige manier kennis te laten maken met de destijds nog elitaire roeisport. In de loop der jaren is het gebruik flink toegenomen. Circa 4000 mensen volgen jaarlijks roeicursussen. Wekelijks roeien er zo'n 700 cursisten.
De opzet van het Roeicentrum is uniek; nergens in Nederland kan men, zonder lid te worden, zo vrijblijvend (leren) roeien. Door middel van acht-weekse cursussen wordt men in de gelegenheid gebracht om kennis te maken met de roeisport, zodat men eventueel bij een vereniging kan instromen. Bovendien heeft het Roeicentrum in samenwerking met de Amsterdamse roeiverenigingen het Amsterdams Roei-examen ontwikkeld om de doorstroming naar de verenigingen te bevorderen. De locatie van het roeicentrum geeft de mogelijkheid tot keuze voor roeien over de Amsterdamse grachten of stroomopwaarts de rivier de Amstel op, richting Ouderkerk.
Het roeicentrum beschikt over onder andere negen botenloodsen, een grote werkplaats en een vloot van 64 boten, waarvan het merendeel ter plaatse gebouwd is. Verder is er een binnenroeibassin, dat in 2006 gerenoveerd is. Vroeger deed de werkplaats dienst voor de stad Amsterdam. Voor de zeil- en kanoaccommodatie op de Sloterplas werden hier de boten gebouwd. Hiervoor waren drie bootslieden in dienst. Tegenwoordig (in 2006) is er nog maar één bootsman, die in het gehele onderhoud van de vloot voorziet.
De instructeurs zijn veelal studenten die als actief wedstrijdroeier hun sporen in de roeiwereld verdiend hebben; veel (inter)nationale topsporters gebruiken hun kennis en ervaring in een parttime-baan bij het Roeicentrum. Een groot deel van de circa 50 instructeurs heeft een diploma behaald bij de Koninklijke Nederlandsche Roeibond (KNRB) als instructeur of coach; voorts krijgen de instructeurs intern de nodige opleidingen om hun kennis en kunde te vervolmaken.

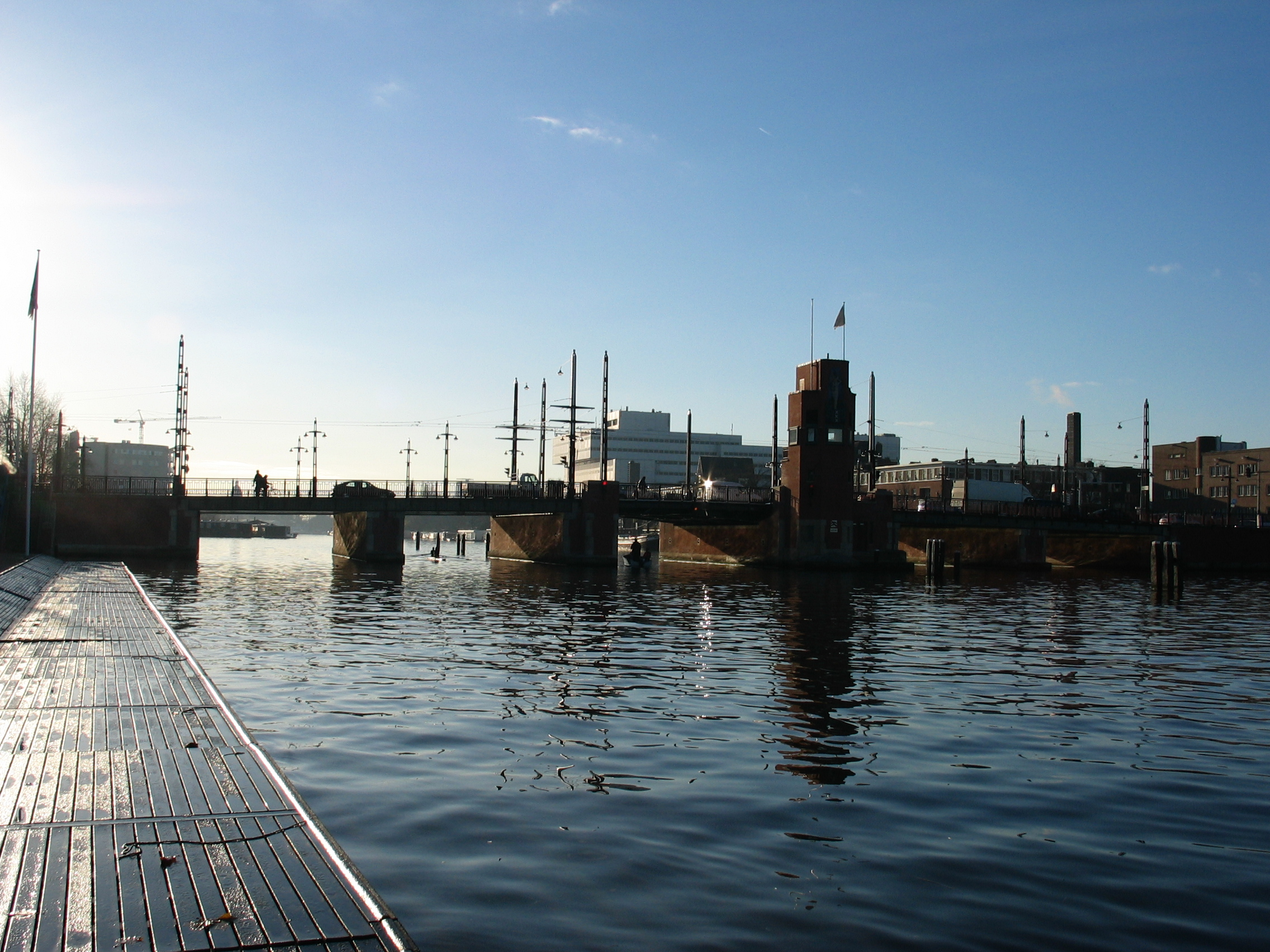
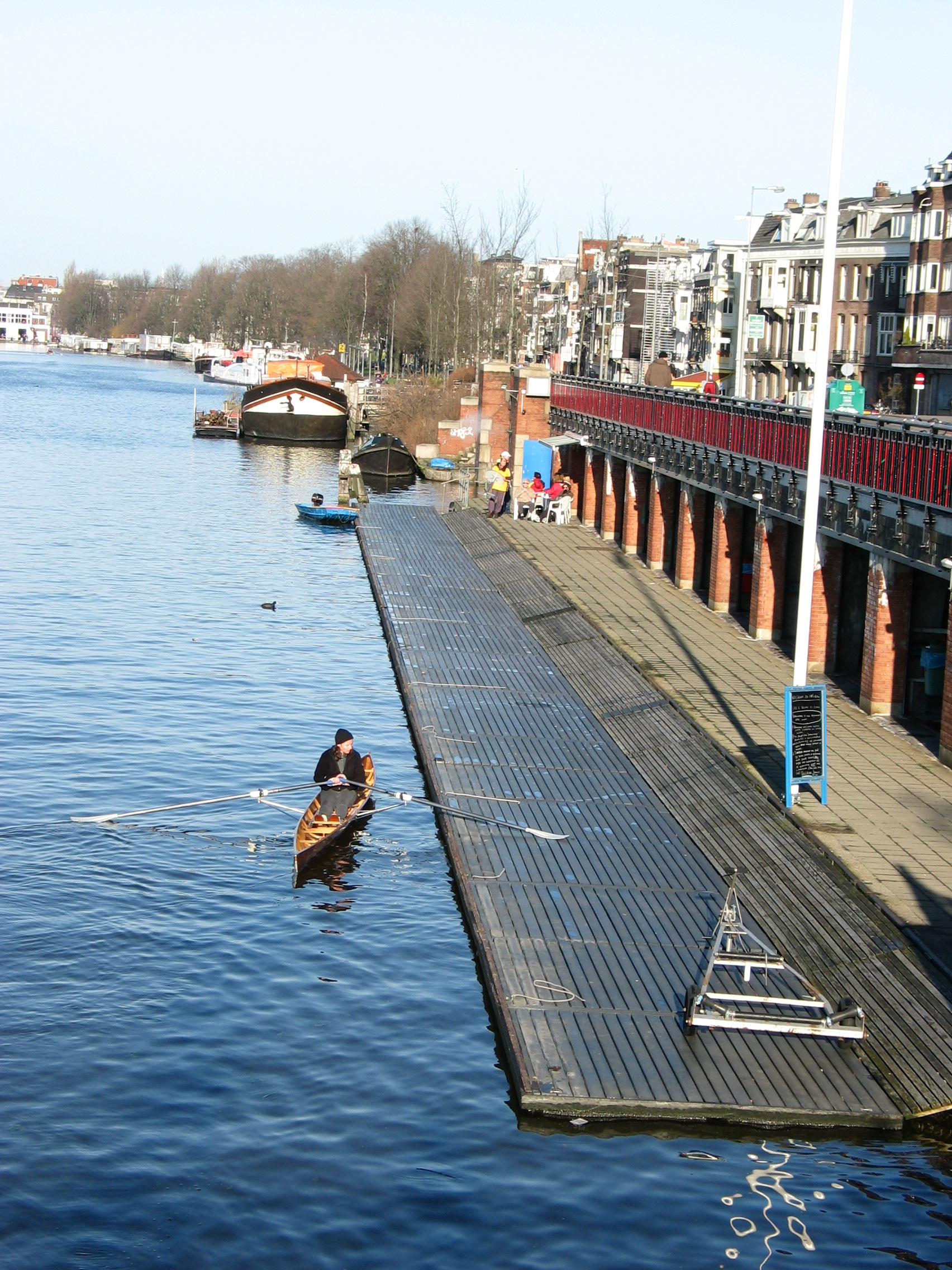
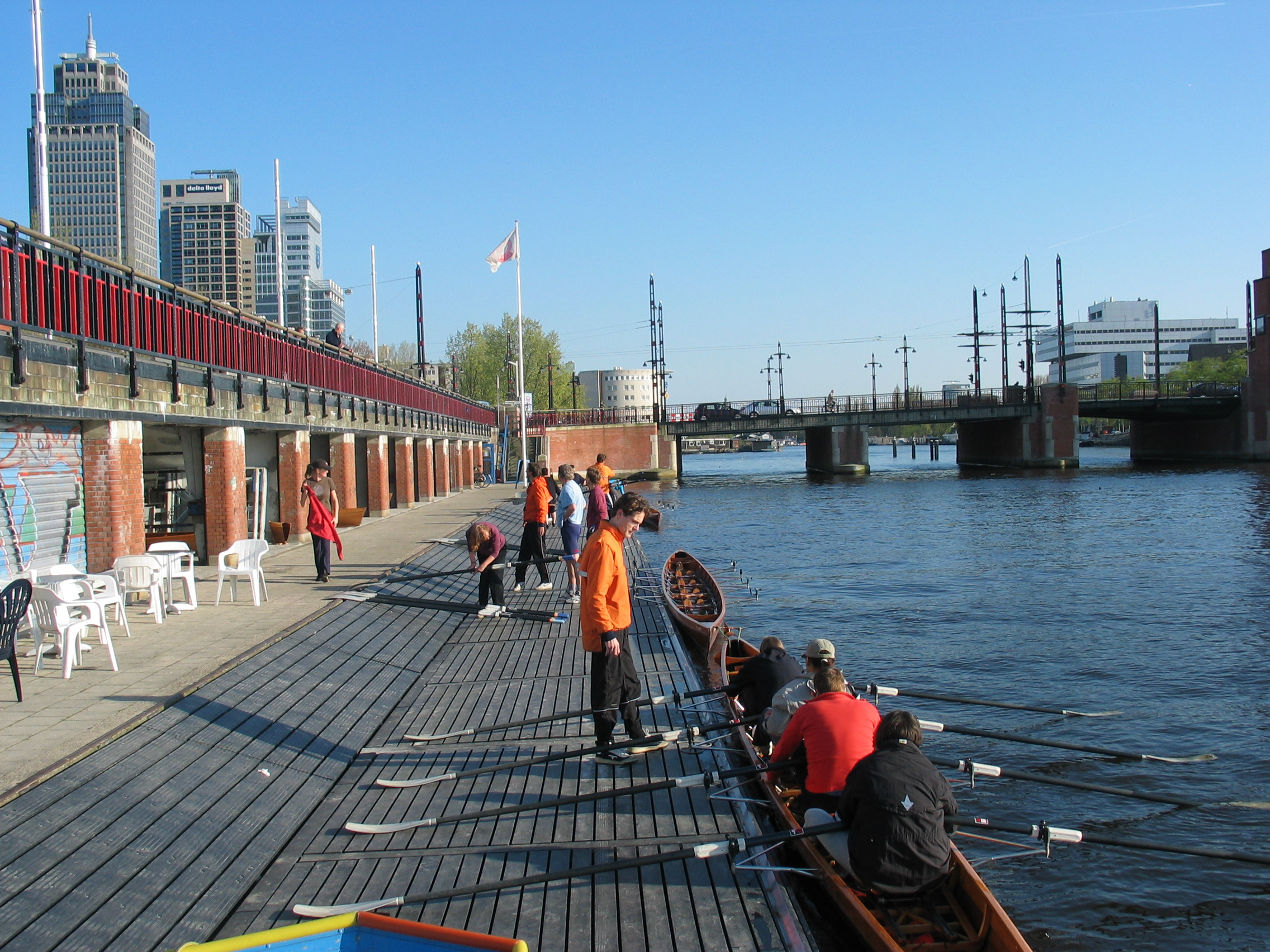
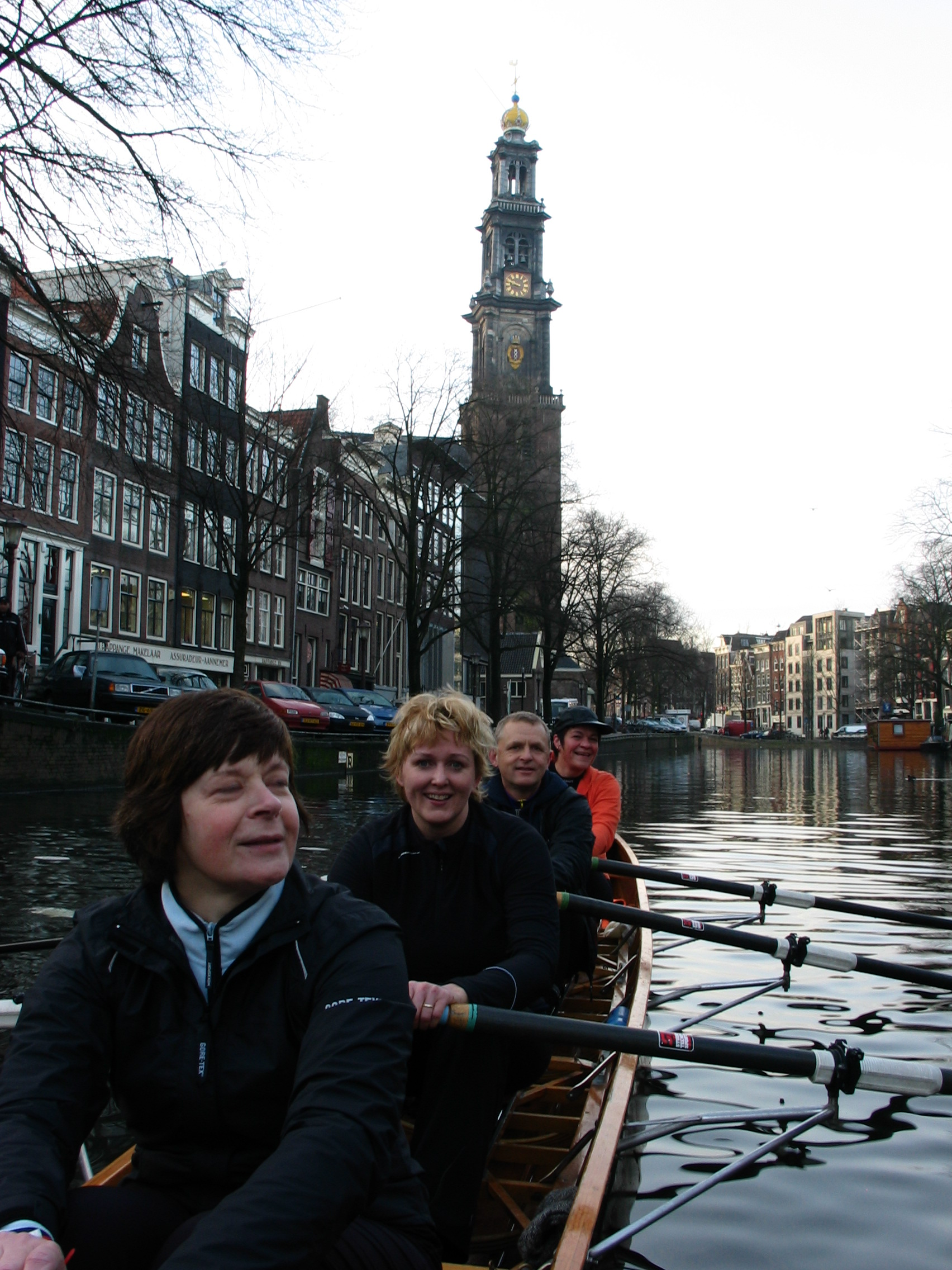
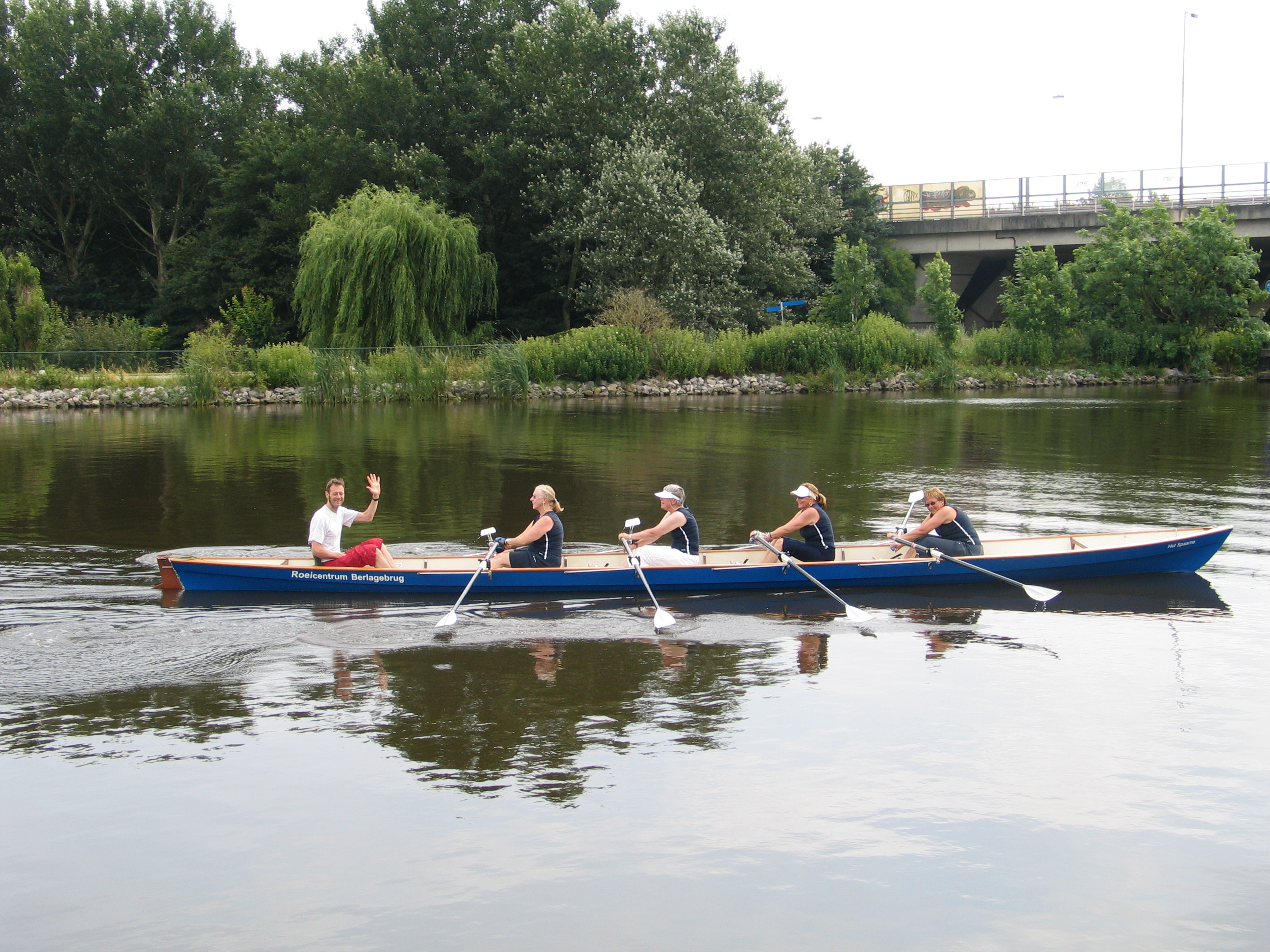